# 贝伦杜布雷若杜克鲁兹
贝伦杜布雷若杜克鲁兹是巴西帕拉伊巴州的一个市镇。总面积603.038平方公里，总人口6176人，人口密度10.2人/平方公里。